# Giovacchino Gamberini
Pour les articles homonymes, voir Gamberini.
Giovacchino Gamberini (ou Gioacchino Gamberini), né en 1859 à Ravenne, et, peut-être mort après 1904 à Florence, est un peintre italien.

## Biographie
Giovacchino Gamberini est né en 1859 à Ravenne,. Il est élève de Lanfredini à l'académie des beaux-arts à Pise. Ce professeur le guide vers l'Académie de Florence. En 1883, il reçoit un prix et vient étudier sous la direction de Giuseppe Ciaranfi.
Il fait ses débuts à Florence vers 1886 et à Turin en 1889.
En 1886, il expose la peinture de genre de La Quiete au Promotrice de Florence. En 1889, il expose Bandita abbastanza. D'autres œuvres, parmi lesquelles des paysages urbains et des vedute : Mercato vecchio (1891) ; Coro di Santa Maria Novella a Firenze (1892, Turin) ; La svinatura (1891, Gênes) ; et Al pozzo, Vita tranquilla, et In montagna (1894, Milan), puis Baptistère de San Frediano et Lucca au Salon de Bruxelles de 1897,.
Il serait mort après 1904 à Florence.